# Kirkkokatu (Tampere)
Kirkkokatu (français : rue de l'église), est une rue du centre-ville de Tampere en Finlande.

## Situation
Kirkkokatu est une rue orientée nord-sud au cœur de Tampere. Elle est située entre la place centrale de Tampere et la place Laukontori. 
Le long de la rue se trouve l'usine industrielle Metsä Board Tako (fi), qui est actuellement la seule usine en activité sur les rives de Tammerkoski,,.

## Bâtiments
Le tronçon de Kirkkokatu compris entre Keskustori et Hallituskatu fait partie du site culturel construit d'intérêt national formé par Hämeenkatu , Hämeensilla et Keskustori. 
La zone de l'usine de Tako, située à l'est de Kirkkokatu, fait partie du paysage industriel d'importance nationale de Tammerkoski.
La cheminée de l'usine Tako est l'un des symboles du paysage national de Tammerkoski,,.
Sur le côté Est de la rue, les bâtiments remarquables sont:
- Aile de la Maison Selin (1934)[8],
- Site de l’usine de Tako (plusieurs bâtiments)[8].

Du côté Ouest les bâtiments  notables sont:
- Maison de Huber à l'intersection de Kirkkokatu et Hallituskatu.
- Maison Palander (1901) et son bâtiment d'aile (1889, surélevé en 1943)[9],[10],
- Maison Huber (1949)[11],
- Maison de l'association commerciale (1957)[12].

## Galerie

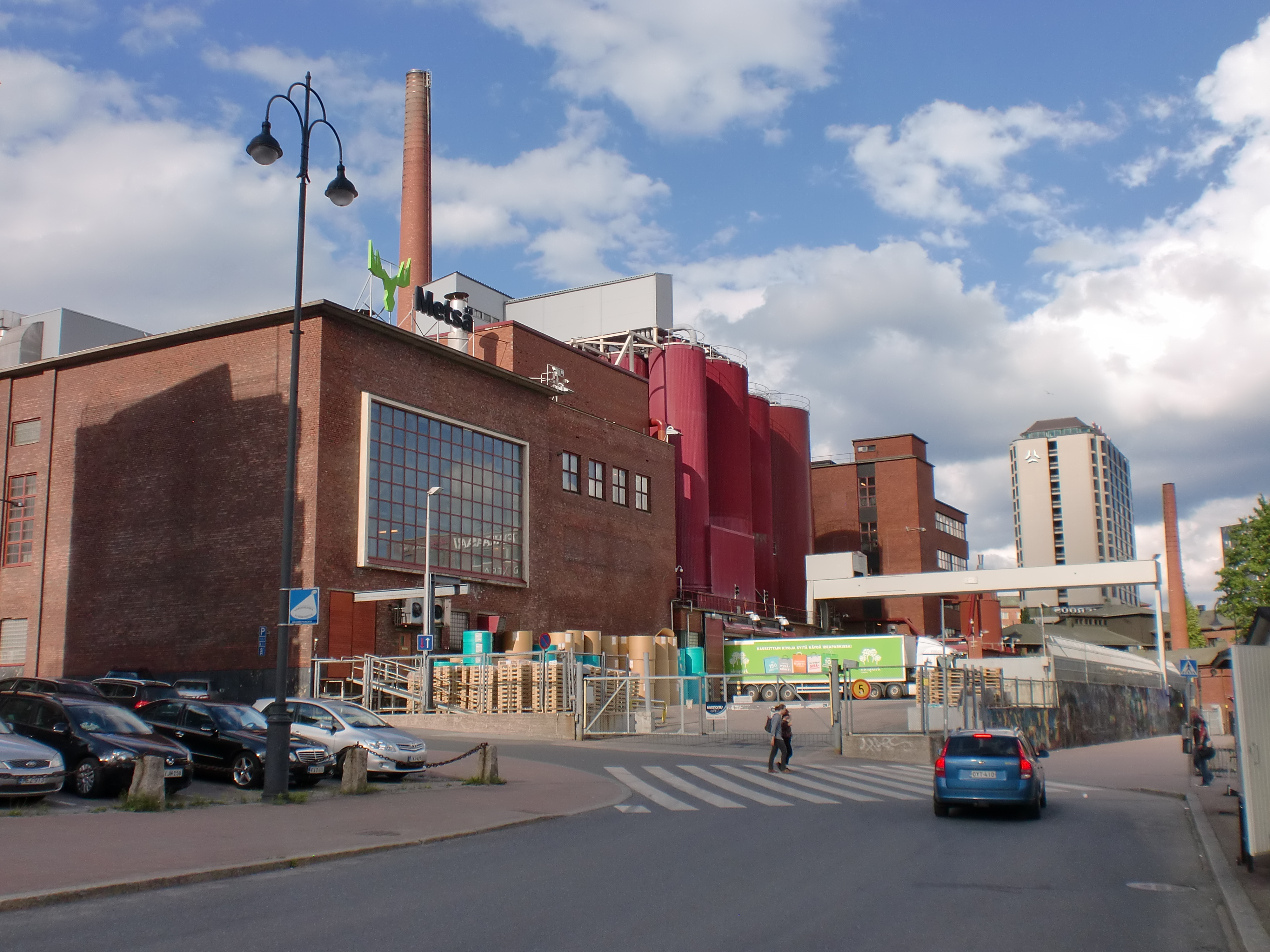
Zone de l'usine Tako[13].
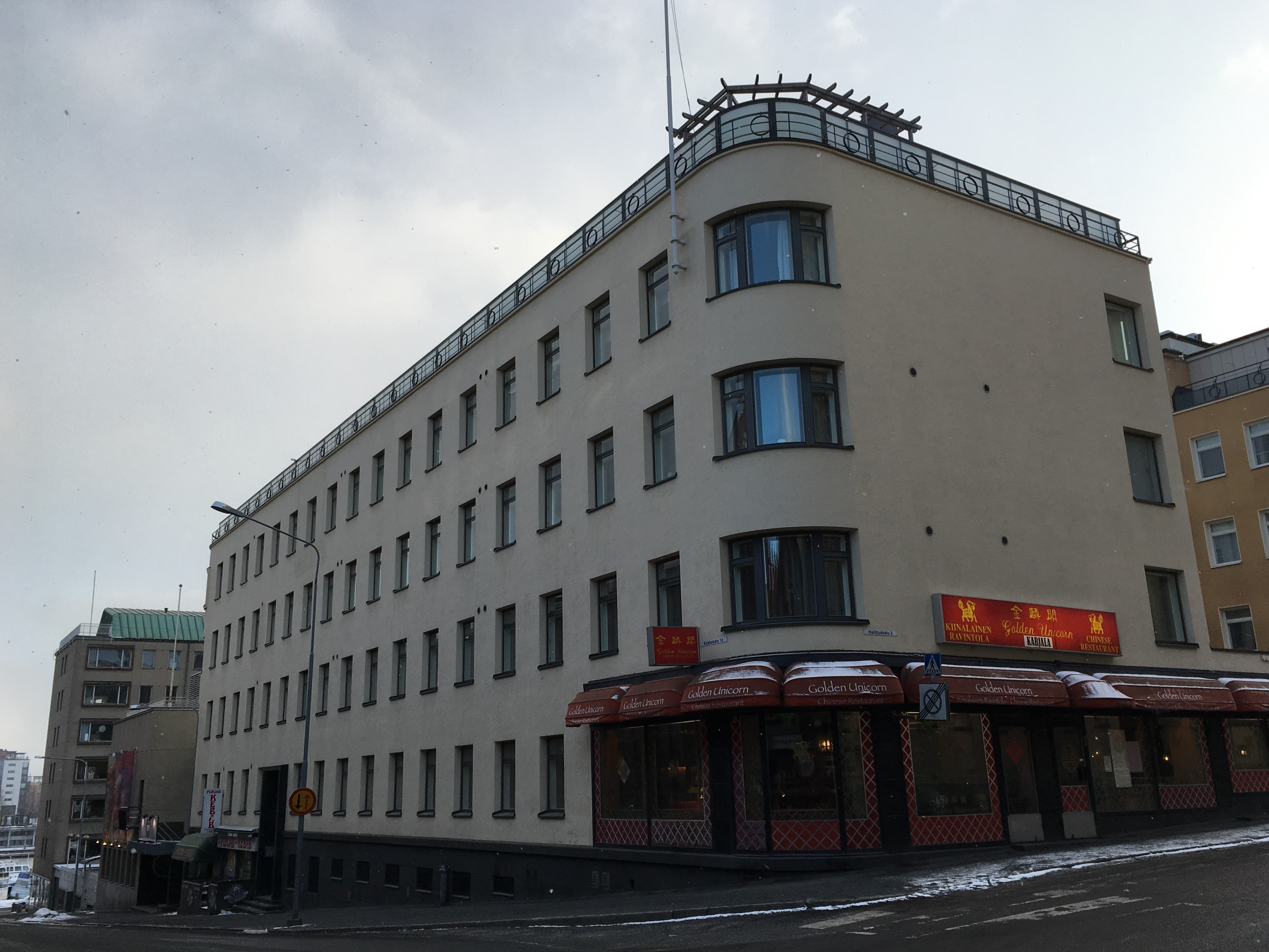
Maison Huber[14].
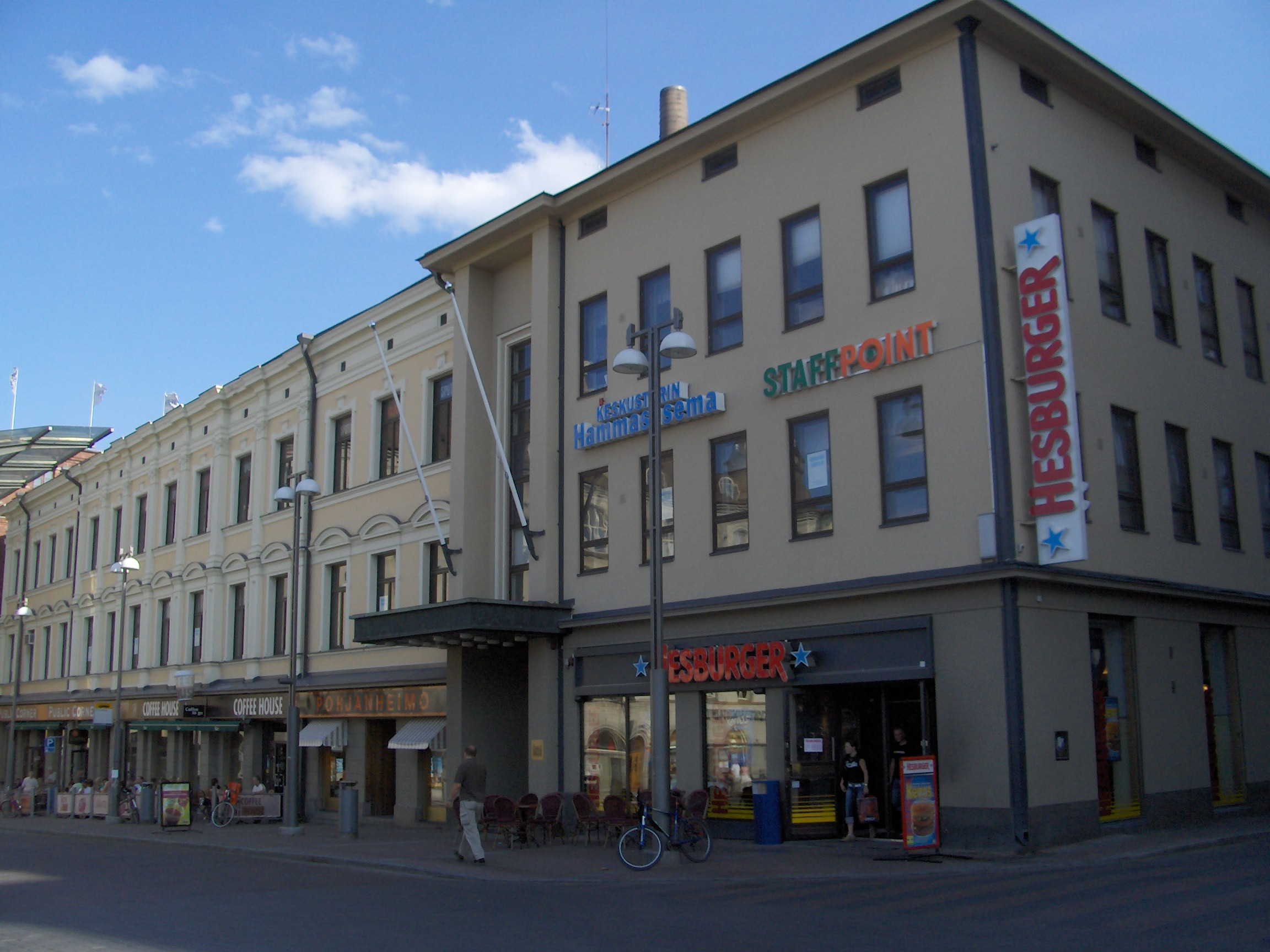
Maison Selin.